# サラリーキャップ
サラリーキャップ（Salary cap）とは、各プロスポーツチームが、所属する選手に支払う年俸総額、あるいはチームの総予算を、毎年リーグ全体の収入に基づいて上限金額を調整し、規定する制度である。スポーツの分野、またはリーグの違いによって詳細は様々である。

## 概要
サラリーキャップの効果として、各チームの経営の健全化ということ以外に、一部の豊富な財力をもつチームが金を使い選手を集めることを防ぎ、リーグの戦力を均衡化させるということがある。
実際、サラリーキャップを導入しているNFLの場合、連覇は難しいと言われ、スーパーボウルを3連覇しているチームは未だ出ていない。同じく、NBAも近年は王朝と呼ばれるチームでも3連覇が精一杯で、その次の年はNBAファイナルにすら進出できていない。
MLB、NPB、欧州のプロサッカーなどでも契約金・年俸の高騰が問題視され、これを導入しようとする動きも見られているが具体的な方針がまだ固まっていない（ただし、日本ではbjリーグや独立リーグの四国アイランドリーグplus、BCリーグでは導入されている)。なお、MLBでは代替策として贅沢税（ラグジュアリー・タックス）が導入されている。また、欧州サッカーではクラブごとでサラリーキャップを設けているケースがある。
2020年代に入り、自動車レースのフォーミュラ1（F1）のように、チーム全体の予算に制限を設ける例も出てきている。
尚、スポーツリーグによっては下限金額を設けている場合もある。

## アメリカンフットボール

### NFL
北米プロフットボールリーグのNFLでは、フリーエージェント（FA）で移籍した特定選手に対する年俸の極端な高騰を抑制し、均等な戦力で試合をすることを目的に1994年から導入された。結果として、多くの高給与ベテランプレーヤーが放出される傾向がある。また、年俸を下げる代わりに契約年数を増やすなどして、当面の年俸支出を下げる契約の再構築もしばしば行われる。
毎年リーグ主催者の総収入の一定の割合をNFL参加チームの数で割った金額が各チームのサラリーキャップとなる。各チームはそのサラリーキャップの上限（制限）金額までの範囲内で契約更改を交わすこととなる（一般にはチーム内の最高年俸の選手から数えて51人がその対象で、52人目からロースター限度の80人目までの給料は計算されない。契約金の上限をオーバーすると罰金や選手契約の取り消しやドラフト指名権が剥奪される罰則がある）。主催者総収入とは、均等に分配される全国放映権料（テレビ・ラジオ）、同じく均等なグッズなどのマーチャンダイジング、並びにホームゲームにおける有料試合（プレシーズンマッチ、公式戦）の入場料収入などを全て合算したものである。また、上限を超過してはならない厳格なこれらの形式はハードキャップと呼ばれる。
NFLにおいてはサラリーキャップがその他の制度も含めて戦力均衡という目的に機能しており、サラリーキャップ導入以来スーパーボウル連覇を達成したチームはわずか4チーム（5回）しかなく、3連覇を達成したチームはスーパーボウル史上1チームも出ていない。
限度額は年々上昇しており、当初は3556万8000ドル（当時約41億5200円）であったが、2021年シーズンは1億8250万ドル（約200億円）であった。
なお、サラリーキャップには下限も存在する。これは、年俸上昇を願う選手会との交渉の結果導入されたものであり、チーム総年俸を圧縮して利益を最大化する試みを制限する。2013-2016年および2017-2020年のそれぞれの期間では、4年間の総額が上限の89%となるように、下限が定義されている。下限を下回った場合、罰金は科せられないが、差額が4年間の間にそのチームに属した選手に分配される。2011年および2012年にはチームごとの下限は存在せず、リーグ全体での下限が存在していた。なお、レベニュー・シェアリングにより、入場料収入の40%や放映権などリーグ総収入の一定割合が各チームに同額で分配されることで、下限を守るための財政基盤が保証されている。

## バスケットボール

### NBA
北米プロバスケットボールリーグのNBAでは1980年代前半には3分の2のチームが財政能力を超える高年俸を支払ったために経営不振に陥っており、NBAコミッショナーのデビッド・スターンが考案し、1984年から導入された。定義された総収入（チケット収入と全国放映権料収入）の53%をリーグのチーム数で割って算出し、これが年俸総額の推定最大値となった（基準となる総収入に占める割合はその後に何度も変更されている）。年俸総額が既にサラリーキャップを超過していたチームは時間をかけて段階的に導入することが許されるなど、緩やかなソフトキャップを採用した。
1995年の協議では穴だらけだった部分の修正が行われた。新協約で一定期間を同じチームでプレイした選手も再契約が結びやすいようにサラリーキャップの上限を超えることが認められるのは3年以上となったが、例外が認められないNFLやNHLのサラリーキャップと違い、多くの例外が認められている。下限も存在しており、こちらは例外は認められず、サラリーキャップの75%以上の年俸の支払いが義務付けられている。
チームがロースター枠15人の選手に支払う年俸総額が一定の基準を超えると罰金が課される贅沢税も採用しており、徴収金は罰金を支払っていないチームに平等に配分される。2013年は総収入をチーム数で割った61.1%が基準額となっている。サラリーキャップや贅沢税の基準額は年々増加しており、2013-2014シーズンではサラリーキャップの限度額は5867万9000ドル（約61億262万円）となり、贅沢税の限度額は7174万8000ドル（約74億6179万円）にまで達した。

### bjリーグ
日本では2005年より開幕したbjリーグで初めて採用された。球団及び球団職員などのから選手及び家族などへ支給される金銭その他報酬が対象となる。これに加え以下の各金額相当額をサラリーキャップに加算することができる。
1. 日本国外在住の選手の（別途理事会で定める）住居費。
2. トレードの対価として受けた金額。
3. 選手の負傷時点から契約期限までの未払い報酬額。（医師の診断書を要する）

なお、トレードの対価としてトレード先に支払った金額、及びFA宣言選手に対して支払われる一時金についてはチームサラリーの対象外となる。
シーズン途中に契約解除となった選手については、年俸を均等日割りした上で、契約解除後の日数分はチームサラリーの対象から除外される。
初年度上限は約6000万円とされた。シーズンを重ねるごとにリーグ及び各球団の収入が反映され、2008-2009シーズンより7600万円に引き上げられた。
しかし、経営難のチームが多いことから、全選手の年俸がサラリーキャップ限度額に遠く及ばないチームがほとんどであった。よって、サラリーキャップは機能しているとは言い難く、成績面でも大きく反映していた。

### JBL
日本バスケットボールリーグ（JBL）でも2008年よりサラリーキャップが導入されていた。総額上限は明らかにされていないが、bjリーグよりは上とされている。
また、制限対象は日本人選手に限定され、外国人選手については無制限となっている（試合中の外国人選手の出場枠は1人に限られているのが理由）。
しかし、JBLはプロチームも含め、プロ選手が主流だが、社員選手を中心に構成するチームもあるため、チームの年俸総額に大きな差が出ている。このため、サラリーキャップが機能しているとは言い難い状態だった。

### Bリーグ
2016年に上記のbj・JBLの2リーグを統合して発足したBリーグでは、選手の最低年俸や新人選手の年俸上限額は定められているが、サラリーキャップは導入されていない。
2026年にBリーグから新たに発足予定の新リーグ構想「B.革新」では、昇降格の撤廃に伴う戦力格差の広がりを防ぎ、戦力の均衡を保って「魅力あるリーグ」を実現するため、サラリーキャップを導入する方針とされた。

### オーストラリアNBL
オーストラリアのプロバスケットボールリーグ、NBLの2006-07シーズンの上限額はオーストラリアドルで776,000ドルで、2007-08シーズンには810,000ドルまで増加する。上限額はリーグの成長が見込まれたため2年連続で上昇した。

## アイスホッケー

### NHL
北米プロホッケーリーグのNHLはサラリーキャップを導入するまでに大きな労使対立を伴った。経営者側が提案した2004-2005シーズンからのサラリーキャップ導入に対して選手会が課徴金制度の導入や赤字チームへの利益再分配などを逆提案した。これに対して経営者側が2004年9月16日から全面的なロックアウト（2004年から2005年のNHLロックアウト）を決行した。この時点では北米4大プロスポーツリーグの中でサラリーキャップ制度も、課徴金制度も実施していない唯一のリーグであった。その後に本来のシーズン中盤の時期になって選手会はサラリーキャップの導入を容認したが、650万ドルの隔たり（選手会側は上限4900万ドルを掲示したが、経営者側はそれよりも低い4250万ドルを掲示）を解消出来ず、2005年2月16日に北米4大プロスポーツリーグ史上初めてとなるシーズンの全試合中止が発表された。同年7月13日に初年度は総収入の54%にあたる3900万ドルを上限とし、段階的に限度額を上げていくサラリーキャップの導入を盛り込んだ2011年までの労働協約を締結し、労使双方が協約を批准した22日に310日間に及んだロックアウトが終結した。これで北米4大プロスポーツリーグの中で導入していないのはMLBのみとなった。
NFLと同じく例外が全く認められない厳格なハードキャップを実施している。サラリーキャップの限度額は年々上昇しており、2013-2014シーズンでは上限は6430万ドル（約61億262万円）で、下限は4400万ドル（約45億7600万円）となっている。

## 野球

### MLB
北米プロ野球リーグのMLBでは、1994年に経営者側がNBAとNFLに次いでサラリーキャップを導入することを提案したことに選手会が反発して、232日間に及ぶプロスポーツ史上最長のストライキ（1994年から1995年のMLBストライキ）を決行し、1994年のワールドシリーズも中止となった。
スト終結後に労使間交渉が行われ、1997年3月14日に、サラリーキャップの代替としてチームの年俸総額に贅沢税を、選手には年俸税を課し、球団間で収益を分配することを盛り込む新労使協定が締結された。この制度の目的は、収入の低いチームにより多くの分配金を分配することで収支を改善し、戦力均衡を促すことにあったが、チームがポストシーズンに進出出来なくなると球団側は有力選手を放出し、チーム全体の年俸総額を下げて多額の分配金を受け取ることを画策するようになり、結果的に戦力の均衡は達成できなかった。そのため、2002年8月30日に締結された労使協定において、球団側が選手に支払う年俸総額が一定額を超えた場合、超過分に課徴金を課す贅沢税が導入された。4年間に一定額を超えた回数に応じて税率を引き上げていく内容となっており、2003年はチームのロースター枠40人の年俸総額が1億1700万ドルを超えた唯一のチームであるニューヨーク・ヤンキースが超過額の17.5%を課税された。税額は違反回数に応じて増し、2013年から最大で50%の税率が課されることになった。年俸の高騰を抑制して戦力の均衡を図った結果、2001年以降ワールドシリーズの優勝チームが毎年入れ替わるなど一定の成果を上げている。
贅沢税が課される年俸総額やその税率などは労使協定により定められる。現在は2017年に締結された労使協定が施行しており、年俸総額の一定額は2017年1億9500万ドル、2018年1億9700万ドル、2019年2億600万ドル、2020年2億800万ドル、2021年2億1000万ドルとなっている。
現在までに最も贅沢税を支払っているのはニューヨーク・ヤンキースで、その総額は3億1960万ドルに上る。

### KBOリーグ
韓国のプロ野球であるKBOリーグでは2023年からサラリーキャップを導入する。なお韓国人選手とは別個に、外国人選手3名の年俸など総額400万ドルのサラリーキャップもある。

## サッカー

### MLS
北米のプロサッカーリーグのメジャーリーグサッカー（MLS）では他の米国プロリーグ同様サラリーキャップ制度が敷かれている。これは1970年代の北米サッカーリーグにて、ペレやフランツ・ベッケンバウアーら高年俸選手を抱えすぎたゆえにリーグが破綻した反省を踏まえてMLS発足の際に制定された。以降、各クラブの年俸総額2,000,000ドル、一選手400,000ドルを上限としてきた。
しかし、2006年11月に「特別指定選手」制度が作られ、400,000ドルのサラリーキャップはそのままに各クラブ最大2名までその上限を超えて選手を獲得できるようになった。当時はMLSクラブの一部がデイビッド・ベッカム獲得に興味を示していた事もあり、この制度は「ベッカム・ルール」と揶揄された。ベッカムは特別指名選手第1号としてロサンゼルス・ギャラクシーに加入した。

### Aリーグ
オーストラリアのプロサッカーリーグのAリーグでもサラリーキャップが導入されており、年俸合計が1,600,000ドル以下と定められている。ただしサラリーキャップの制限を受けない選手（マーキープレーヤー）を各クラブ1人獲得可能である。また。4試合限定のゲストプレイヤーも制限からは外れる。

### ヨーロッパ
ヨーロッパでは長らくサラリーキャップは導入されてなかったが、スペインのラ・リーガでは2013年より1部＆2部に所属する各クラブを対象にサラリーキャップ制を導入している。クラブ全体の収入を元に使用限度額が毎年発表される。使用限度額は流動的であり、選手の総年俸額の上限値を超過した場合は、これをクリアしなければ新戦力に該当する選手を登録することが出来ない。
欧州サッカー連盟のアレクサンデル・チェフェリン会長は同地域におけるクラブ間格差是正の為に、サラリーキャップ導入を検討していると2017年に報じられた。
ドイツ代表のマネージャーを務めるオリバー・ビアホフも、「ドラフトかサラリーキャップで小さなクラブを強化できる米国のやり方を気に入っている」として、サラリーキャップ制度への支持を2015年に表明している。

### 中国
中国サッカー・スーパーリーグでは2021年シーズンよりサラリーキャップが導入され、年俸が国内選手は500万元、U-21選手は30万元、国内選手の平均給与は300万元以下としなければならない。また、外国人選手の年俸上限は300万ユーロとなった。

## バレーボール

### 韓国Vリーグ
韓国のバレーボールリーグVリーグでもサラリーキャップが導入されており、上限は13億ウォンとされている。

## クリケット

### インディアン・プレミアリーグ
インドのインディアン・プレミアリーグ（IPL）は、クリケット界で最大規模のプロリーグである。サラリーキャップが導入されており、2015年シーズンでは6億3000万ルピー（約11億円）をチーム総年俸の上限金額としている。

## モータースポーツ

### フォーミュラ1
フォーミュラ1（F1）では、2021年シーズンよりチームの総予算に年間1億4500万ドルの上限が定められた。またこの金額はその後数年間で段階的に引き下げられる予定。ただしこの制限にはドライバーの年俸、並びにチーム上層部の最も給料の高い3名の報酬が含まれない。またパワーユニット部分については2026年シーズンより、年間1億3000万ドル（開発準備期間となる2023年 - 2025年については年間9500万ドル）の制限が設けられる（ただし、原則としてカスタマー供給分は除く）。